# ホテル・ザッハー

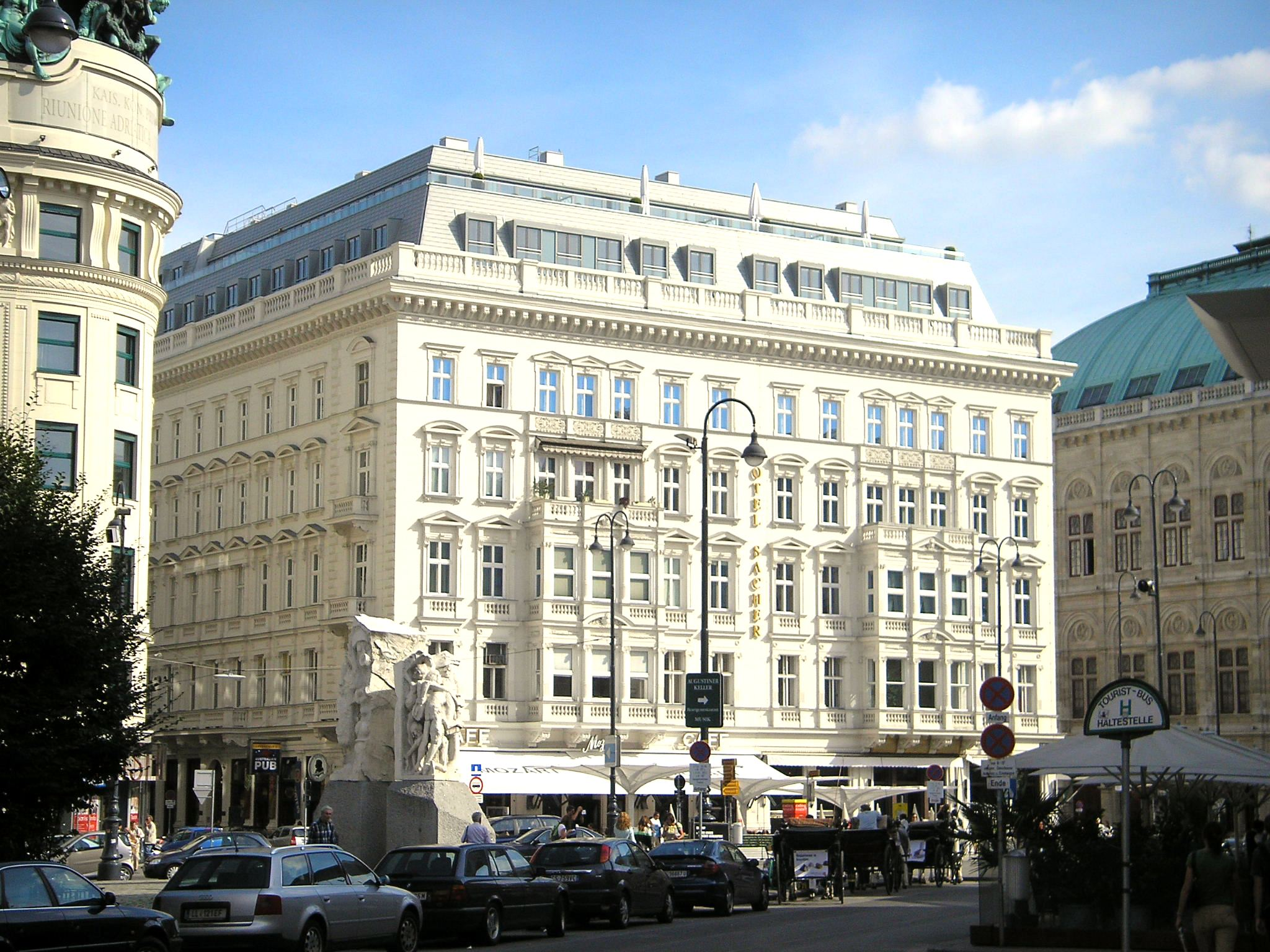
ホテル・ザッハ―の正面入り口

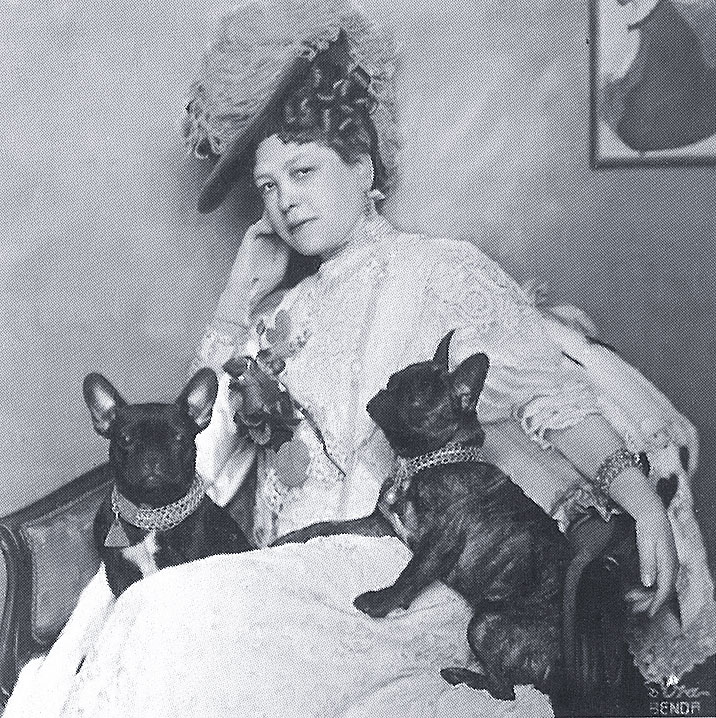
アンナ・マリア・ザッハ―

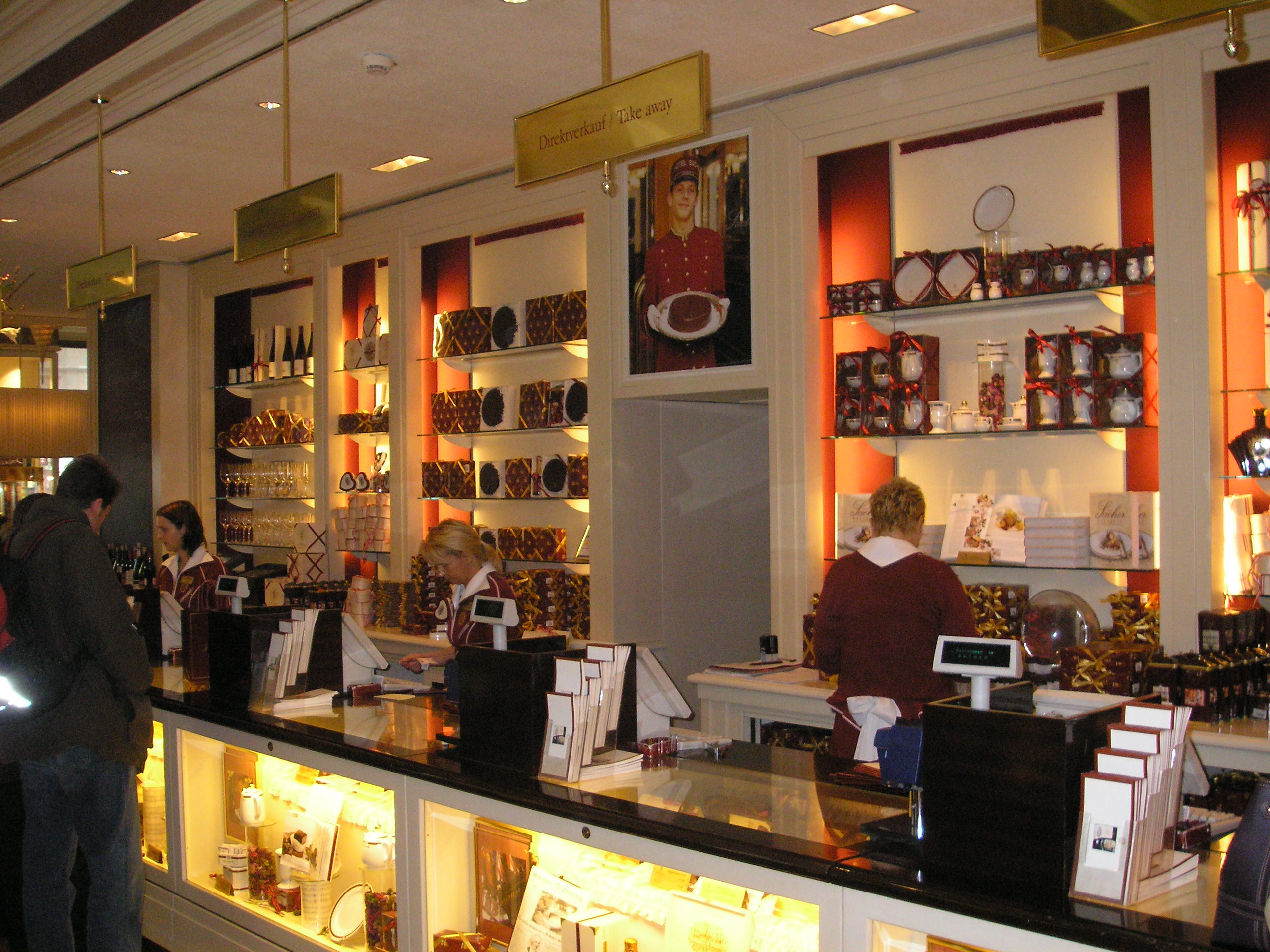
カフェ・ザッハ―の売店

ホテル・ザッハー(Hotel Sacher)は、オーストリア、ウィーンの中心部、フィルハーモニカー通りにある5つ星ホテル。ウィーン国立歌劇場の隣にある。部屋数は152室。このホテルの名物に、ザッハトルテがある。またホテルには、19世紀の美術品を収蔵するギャラリーもある。ホテルはかつてアントニオ・ヴィヴァルディが住んでいた場所に建てられている。
ホテルは、1876年エドゥアルト・ザッハーにより、「maison meublée」(家具付きの貸家)として建てられた。彼の死後、未亡人のアンナ・ザッハーが支配人となった。彼女の指揮の下、ホテルは貴族や外交官が宿泊するような世界の最高の格式あるホテルの一つとなった。
今日、ホテルはエドゥアルト・ザッハ―&Co OHGの名でエリザベス・ガートラーの一族の所有となっている。この会社は、ザルツブルクのオーストリア・ホーフも所有している。
ホテルは、2005年、部屋数を増やすために上層階を増築したが、古き良きままを愛好するファンたちから猛反発を受けた。
このホテルは、ドイツ語圏では、フリッツ・エックハルト主演のTVシリーズ「ハロー…ホテル・ザッハー、ポーターです」でよく知られている。

## ギャラリー

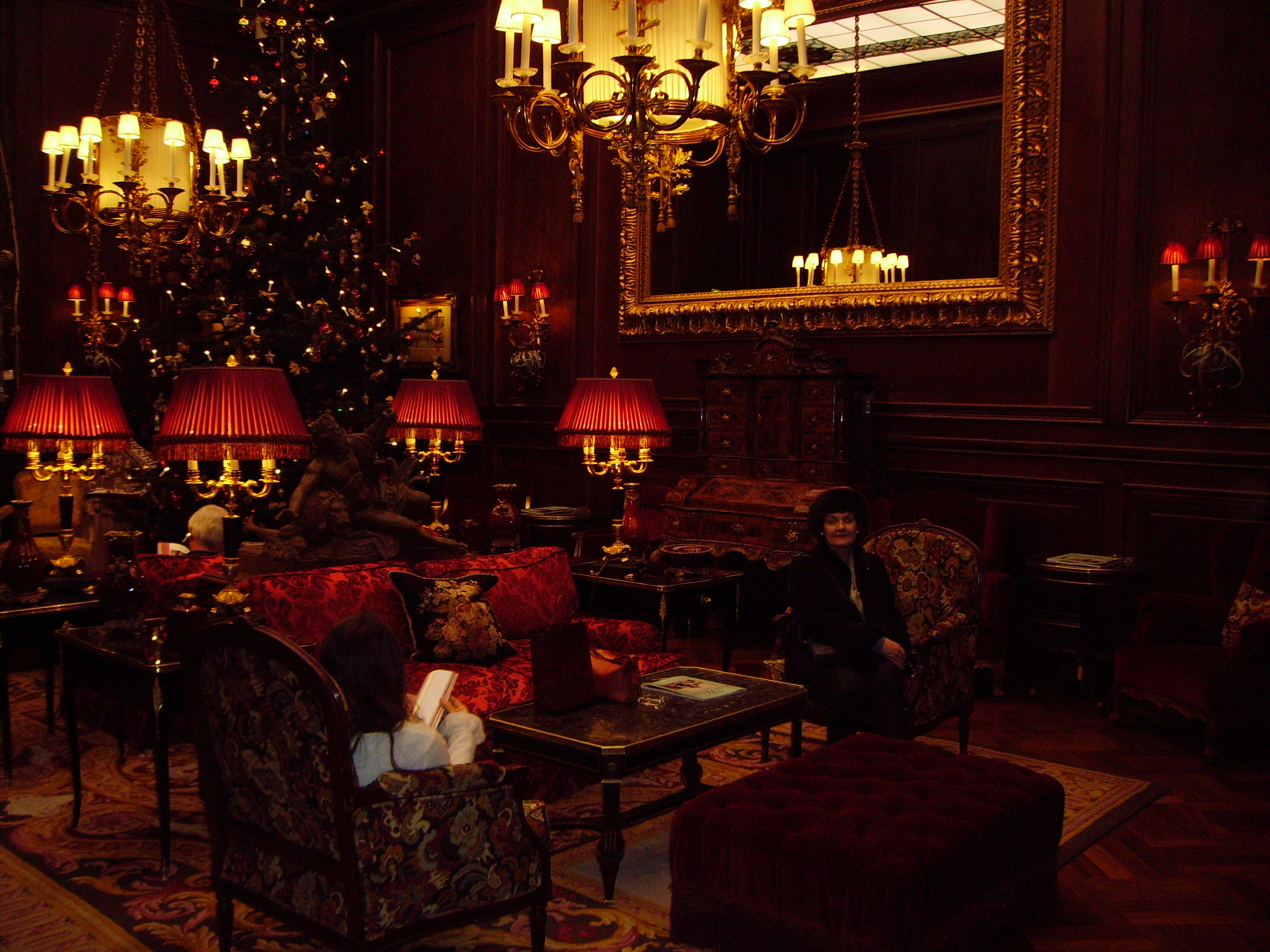
夕方のラウンジ
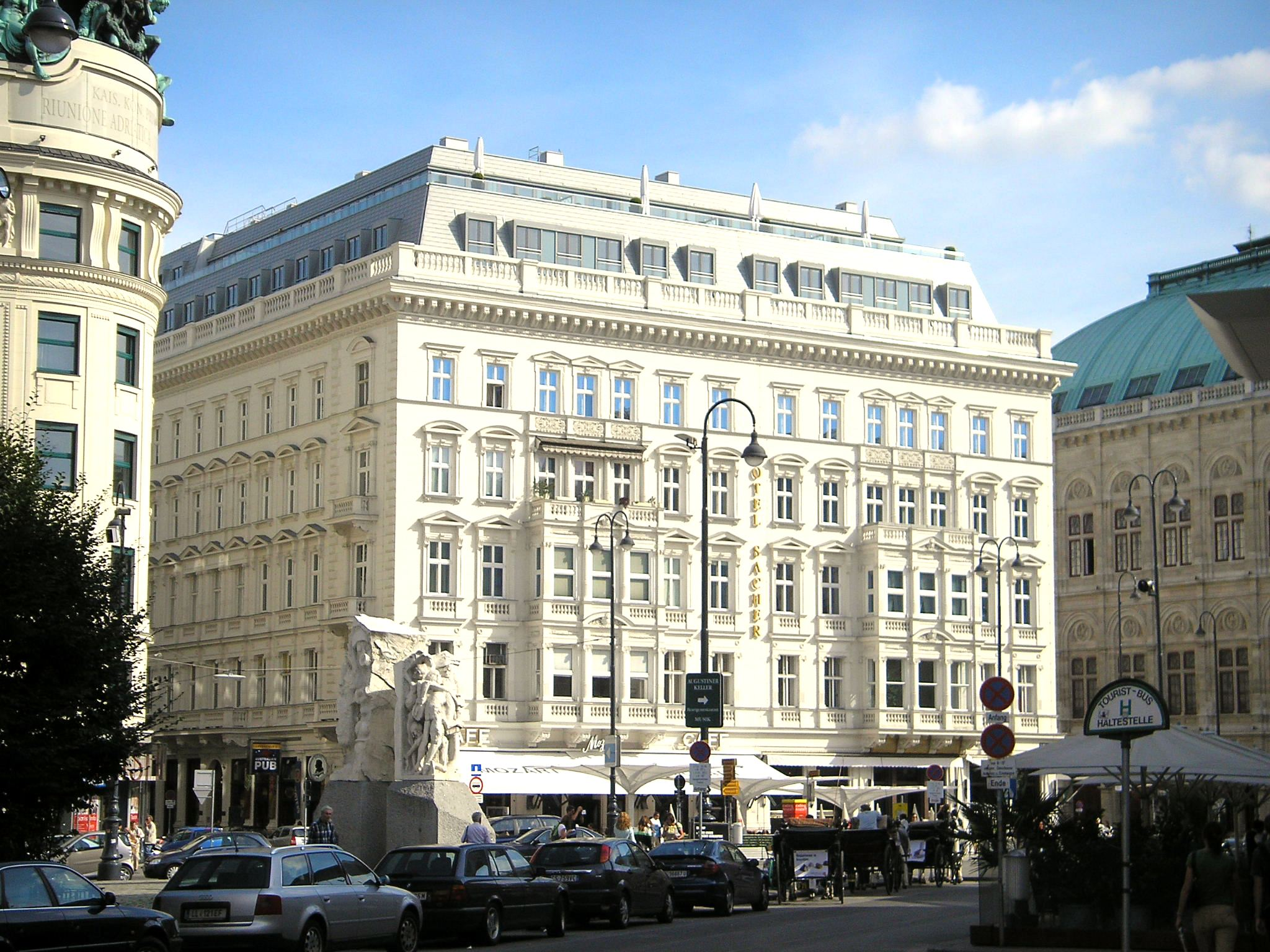
ホテルのファサード
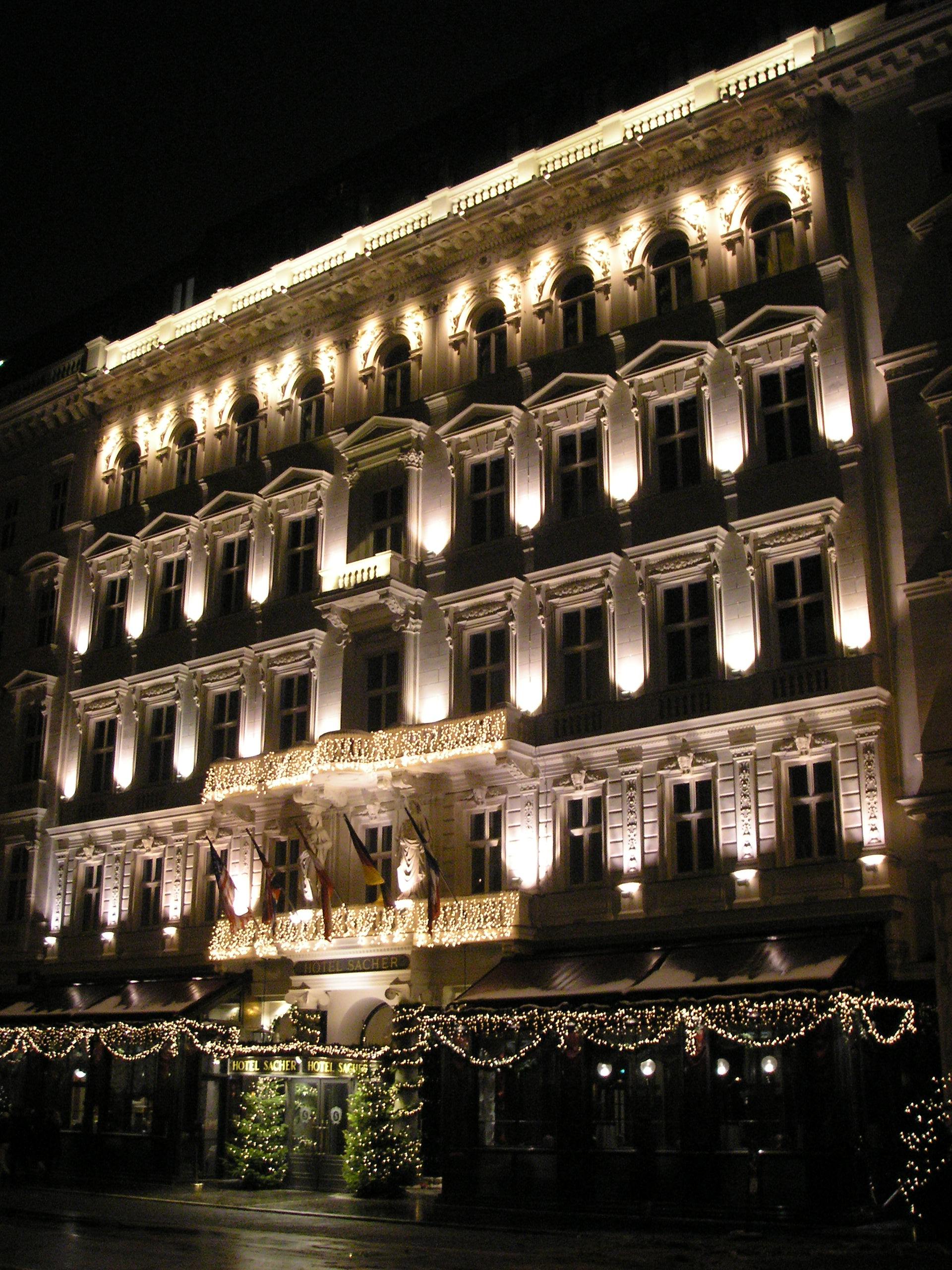
夜のホテル
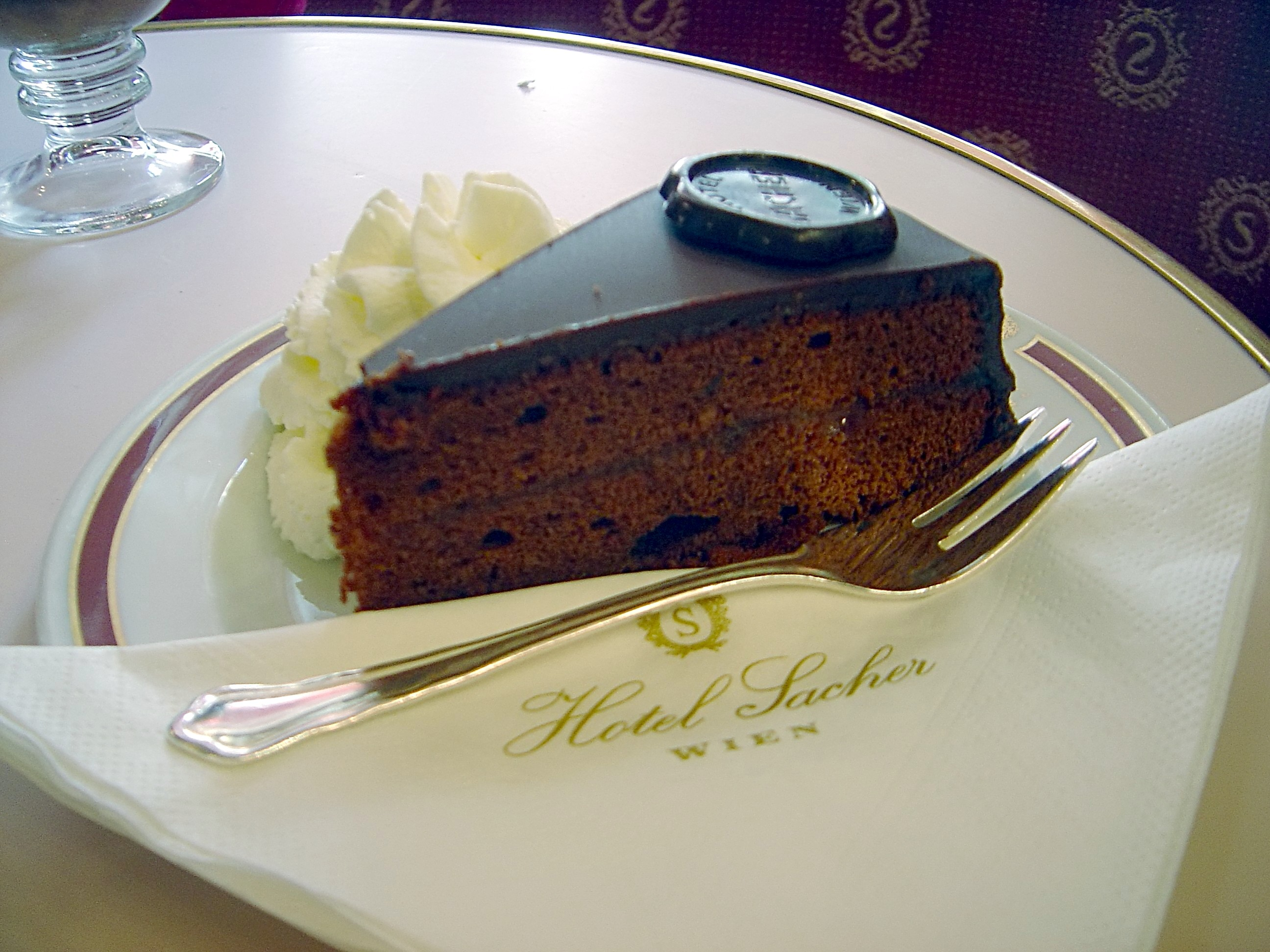
ホテル・ザッハーのザッハトルテ